# 中國客郵史
中國客郵史講述的是外國在中國開設的郵局歷史，即客郵。外國的客邮局遵從各自國家的邮政章程，收寄中國國內以及國際互寄的邮件。發送的郵件粘貼各自國家的邮票，邮戳上的文字為各國本國的文字。
外國在中國開設的客郵可追溯至19世纪前期英國與清朝開展鴉片貿易時期。當時英國在清朝的鴉片商人為了方便通信，在清朝水域內的趸船上设置信箱。1834年，英驻华商务监督律劳卑在广州开办一個直属英国邮政总局的邮局。1842年8月《南京条约》签订后，英國在清朝領土上開辦更多的郵局，並成立领事邮政代办所，任命英國駐華領事兼任英国邮局代理人，由英国邮政总局直接领导。1858年，清朝在《天津条约》中允许各國的外交文书“由沿海无论何处皆可送文”。此後法、美、德、俄、日等國在清朝領土上也開設邮局。截至第一次世界大战结束时，各國在华設置的客邮达到344处。其中日本設置的客邮數量最多。
1919年，北洋政府在巴黎和会上向各國提出收回中國的邮电通信权利，但未獲各國允許。1919年7月，苏俄政府发表对华宣言，宣布放弃俄罗斯帝国在华一切特权，俄罗斯在华的客邮率先取消。1920年10月，北洋政府在西班牙马德里召开的第7届万国邮联大会上再次提出取消客邮的要求。1921年，中華民國外交部照会美、英、法、日，要求撤消在华客邮。同年的华盛顿会议上，北洋政府代表再次提出撤消客邮。1922年2月召開的太平洋会议通过了撤消在华客邮的议案，規定各國在1923年1月1日前撤除所有在華客郵。截至1922年底，各國在华客邮大部分已撤銷，僅剩下日本在旅顺、大连和南满铁路沿线的邮局以及英国在西藏的邮局仍有保留。第二次世界大戰結束後，日本在華客邮全部撤除。1955年，英国在西藏的客郵由印度政府移交給中華人民共和國。此後中國領土上不再有客郵。